# Выборгско-Петрозаводская операция
Выборгско-Петрозаводская операция — наступление советских войск в Карелии 10 июня—9 августа 1944 года в ходе Советско-финской войны 1941—1944 с целью ликвидации угрозы Ленинграду, идущим из Мурманска в центральные районы СССР коммуникациям, а также выведения Финляндии из войны. 
Проводилась силами Ленинградского (командующий — генерал армии, с 18 июня 1944 Маршал Советского Союза Леонид Александрович Говоров) и Карельского (командующий — генерал армии Кирилл Афанасьевич Мерецков) фронтов при поддержке Балтийского флота (командующий — адмирал Владимир Филиппович Трибуц) и Ладожской военной флотилии (командующий — контр-адмирал Виктор Сергеевич Чероков).
В советской и российской историографии данная операция подразделяется на Выборгскую (10—20 июня) и Свирско-Петрозаводскую (21 июня — 9 августа) операции. В ходе операции были высажены несколько десантов: Тулоксинская операция — высадка силами Ладожской военной флотилии десанта на восточное побережье Ладожского озера в районе реки Тулокса (22—28 июня), Бьёркская десантная операция — захват кораблями и морской пехотой Балтийского флота островов Бьёркского архипелага (20—23 июня), десант на острова Выборгского залива (1—10 июля).

## Обстановка и планирование
К середине 1944 года стратегическое положение Финляндии в результате разгрома немецких войск в январе — феврале под Ленинградом и Новгородом значительно ухудшилось. Однако финское командование стремилось удержать занимаемые позиции на Карельском перешейке и в Южной Карелии, опираясь на основные силы финской армии — оперативные группы «Масельская», «Олонецкая» и «Карельский перешеек». В их составе насчитывалось 18 дивизий, 280 тыс. человек, 3200 орудий и миномётов, 250 танков и 270 самолётов. Используя многочисленные озера, реки, болота, лесные массивы, гранитные скалы и возвышенности, финские войска создали прочную, хорошо оборудованную в инженерном отношении оборону глубиной 120 км на Карельском перешейке и до 180 км в Южной Карелии, насыщенную долговременными (в том числе и железобетонными) огневыми сооружениями.
Цель Выборгско-Петрозаводской операции заключалась в разгроме финской армии, выходе на государственную границу и выводе Финляндии из войны. Замысел состоял в том, чтобы мощными ударами войск Ленинградского (командующий — Маршал Советского Союза Л. А. Говоров) и Карельского (командующий генерал армии К. А. Мерецков) фронтов при содействии сил Балтийского флота разгромить противостоящую группировку финских войск, овладеть Выборгом, Петрозаводском, выйти на рубеж Иломантси, Сортавала, Котка, освободить территорию Карело-Финской ССР и северную часть Ленинградской области и восстановить государственную границу с Финляндией. Сначала в наступление должны были перейти войска Ленинградского, а затем — Карельского фронтов.
По плану операции войска Ленинградского фронта должны были силами двух общевойсковых армий во взаимодействии с 13-й воздушной армией и Балтийским флотом, нанося главный удар вдоль северного побережья Финского залива в общем направлении Белоостров, Сумма, Выборг, Лаппенранта прорвать оборону противника на Карельском перешейке и овладеть стратегически важным пунктом и главным узлом коммуникаций — городом Выборг, создав реальную угрозу важнейшим политическим и экономическим центрам Финляндии.
Войска Карельского фронта при поддержке Онежской и Ладожской военных флотилий должны были форсировать реку Свирь, прорвать оборону противника и, развивая наступление в направлениях Олонец, Питкяранта, Сортавала и Медвежьегорск, Поросозеро, Куолисма, а частью сил — на Петрозаводск разгромить противостоящую группировку противника, освободить Петрозаводск и выйти на государственную границу в районе Куолисма.
Командованию Карельского фронта были даны указания не ослаблять северное крыло и центральный участок фронта, чтобы сковать обороняющиеся там немецкие и финские войска, а при благоприятных условиях перейти в наступление по всему фронту от Финского залива до Мурманска.
В мае — июне на усиление Карельского и Ленинградского фронтов были направлены из резерва Ставки и с других участков советско-германского фронта: 24 стрелковые дивизии, артиллерийский корпус прорыва, 3 авиационных дивизии. Кроме того, для пополнения имевшихся на этих фронтах соединений Ставка направила около 30 тыс. человек, 28,5 тыс. единиц стрелкового оружия, 1430 орудий и миномётов, 665 танков и САУ, а также необходимые средства материального обеспечения. В ходе подготовки к операции соотношение сил и средств в пользу советских войск было доведено по личному составу — 1 : 1, по орудиям и миномётам — 3,9 : 1, по танкам — 2,1 : 1, по самолётам — 8,1 : 1.
В целях дезинформации противника и сокрытия от него направлений ударов Ставка дала указания о проведении мероприятий по маскировке. 20 апреля Карельскому фронту и Северному флоту было приказано «демонстрировать подготовку к наступлению на район Петсамо, Киркенес, Берлевог». Ленинградский фронт получил задачу имитировать наступление на нарвском направлении. Перевозки войск по железным дорогам и водным путям проводилась с соблюдением маскировки. Эшелоны на станциях не останавливались, остановки делались в лесу на перегонах. Новым лётным частям полёты над территорией противника были разрешены только за 1—2 дня до наступления только над территорией, занятой своими войсками, открывать огонь вновь прибывающим артиллерийским частям не разрешалось. На переднем крае обороны, на огневых позициях артиллерии сохранялся существовавший режим огня, а в войсковом тылу поддерживалась обычная обстановка, установившаяся за долгое время. Проведённые мероприятия обеспечили внезапность готовящегося наступления. Об этом можно судить по тому факту, что распоряжением финского командования число солдат, отпускаемых на полевые работы в первых числах июня, то есть всего за несколько недель до советского наступления, увеличилось, и было доведено до 11 %. Об этом свидетельствовали и показания пленных.
Выборгско-Петрозаводская стратегическая наступательная операция включала в себя две фронтовые наступательные операции — Выборгскую операцию Ленинградского фронта и Свирско-Петрозаводскую операцию Карельского фронта, проводившиеся последовательно.

## Ход операции
10 июня началась Выборгская операция. В наступление на Карельском перешейке перешла 21-я (командующий генерал-лейтенант Д. Н. Гусев), а 11 июня — 23-я армии Ленинградского фронта (командующий генерал-лейтенант А. И. Черепанов). В их составе к началу наступления насчитывалось 15 стрелковых дивизий и 10 танковых и самоходно-артиллерийских полков. В 21-й армии, наносившей главный удар, было сосредоточено 70 процентов всех сил и средств фронта, находившихся на Карельском перешейке. Причём подавляющая часть этих сил и средств была использована на участке прорыва армии на фронте 12,5 км. Большую роль в проведении огневой подготовки наступления сыграли корабельная артиллерия и авиация Краснознаменного Балтийского флота.
В течение 11 суток войска фронта прорвали три оборонительные полосы противника и 20 июня штурмом овладели Выборгом, вышли к оборонительному рубежу, проходившему вдоль озёр Вуоксинской водной системы, выполнив задачи Выборгской операции.
Фронту была поставлена задача продолжать наступление, главными силами овладеть рубежом Иматра, Лаппенранта, Вийройоки, а частью сил наступать на Кексгольм (Приозерск), Элисенваара и очистить от противника Карельский перешеек северо-восточнее реки Вуокса.
Финское командование, сознавая нависшую опасность, срочно подтягивало резервы из глубины страны и перебрасывало войска в полосу Ленинградского фронта из Южной Карелии. К середине июля на Карельском перешейке действовало три четверти всей финской армии. Финские войска занимали рубеж, который проходил по водным преградам, имевшим ширину от 300 м до 3 км. Сопротивление наступавшим войскам усилилось. За первую декаду июля войска 21-й армии продвинулись на 10—12 километров. К этому же времени войска 23-й армии ликвидировали плацдармы противника на правом берегу реки Вуокса. 59-я армия, переброшенная на Карельский перешеек из района Чудского озера с 4 по 6 июля, во взаимодействии Балтийским флотом, овладела наиболее крупными островами Выборгского залива. Чтобы избежать неоправданных потерь, Ставка приказала Ленинградскому фронту с 12 июля 1944 года перейти к обороне на достигнутом рубеже.
21 июня на перешейке между Ладожским и Онежским озёрами в рамках Свирско-Петрозаводской операции начали наступление 32-я (командующий генерал-лейтенант Ф. Д. Гореленко) и 7-я армии (командующий генерал-лейтенант А. Н. Крутиков) Карельского фронта. Перед ними оборонялись 14-я пехотная дивизия, 2-й армейский корпус и Олонецкая группа финских войск (всего — 5 пехотных дивизий и 4 бригады). В связи с ослаблением своей группировки на реке Свирь и на петрозаводском участке фронта финское командование сократило линию фронта, начав 20 июня отвод войск с плацдарма на реке Свирь и на некоторых других участках. 21 июня после мощной более чем 3-часовой артиллерийской подготовки 7-я армия перешла в наступление на фронте Харевщина, Лодейное Поле, озеро Охтальское. В течение первого дня её ударная группировка, поддержанная мощными ударами авиации, форсировала реку Свирь, прорвала главную полосу обороны противника на 12-километровом фронте и продвинулась на глубину 5—6 км. В тот же день на Медвежьегорском направлении 32-я армия, преодолев сопротивление арьергардов противника во всей 70-километровой полосе наступления, продвинулась на глубину 14—16 километров. В дальнейшем войска фронта во взаимодействии с десантом Ладожской и Онежской флотилий 25 июня освободили Олонец, а 28 июня — Петрозаводск. К 10 июля 7-я армия вышла в район Лоймоло и заняли город Питкяранта, а 32-я армия 21 июля в районе Куолисма вышла на государственную границу с Финляндией. 9 августа на рубеже Куолисма, восточнее Лоймоло, Питкяранта войска Карельского фронта перешли к обороне.

## Итоги
В результате Выборгско-Петрозаводской операции войска Ленинградского и Карельского фронтов во взаимодействии с Краснознаменным Балтийским флотом, Ладожской и Онежской военными флотилиями взломали многополосную, сильно укреплённую оборону противника, нанесли ему большие потери в живой силе и технике, и, продвинувшись на Карельском перешейке на 110 км, а между Ладожским и Онежским озёрами — на 200—250 км, освободили Выборг и столицу Карело-Финской ССР — Петрозаводск. За время операции безвозвратные потери советских войск составили 23 674, а санитарные — 72 701 человек. Советские войска очистили от врага большую часть Карелии, полностью ликвидировали угрозу Ленинграду с севера и с северо-востока, и, отбросив остатки войск противника в глубь Финляндии, создали предпосылки для последующего вывода Финляндии из войны на стороне Германии.
Поражение финских войск на Карельском перешейке и в Южной Карелии привело к изменению обстановки на всем северном участке советско-германского фронта и создало благоприятные условия для развёртывания Красной Армией новых наступательных операций в сентябре — октябре 1944 года в Прибалтике и на Севере.
В результате поражения финских войск Балтийский флот получил свободу действий во всей восточной части Финского залива и возможность базирования на острова Выборгского залива и Бьеркских островов.
Разгром группировки финских войск в Карелии явился ярким свидетельством возросшего за годы Великой Отечественной войны мастерства советских войск побеждать противника в особо сложных условиях. Если во время Советско-финляндской войны 1939—1940 годов на прорыв обороны противника на Карельском перешейке и овладение Выборгом потребовалось три с половиной месяца, то в июне 1944 года прорыв более мощной обороны и овладение сильно укреплённым Выборгом были завершены за 11 дней.
За боевое мастерство и массовый героизм более 93 тыс. человек были награждены орденами и медалями, а 78 воинов удостоены звания Героя Советского Союза. 132 соединения и части были удостоены почётных наименований Ленинградских, Выборгских, Свирских, Петрозаводских, 39 награждены боевыми орденами.